# Bengt Berndtsson
Bengt Ryno "Fölet" Berndtsson, född 26 januari 1933 i Göteborg, död 4 juni 2015 i Göteborg, var en svensk fotbollsspelare.

## Biografi
Bengt "Fölet" Berndtsson växte upp i Hisingstad på Hisingen och inledde sin karriär i Hisingstads IS innan han började spela för Lundby IF. Han började arbeta på Götaverken i tonåren. I division 3-laget Lundby gick det så bra att IFK Göteborg fick upp ögonen för den unge högeryttern. Han gjorde allsvensk debut som 18-åring mot Jönköpings Södra IF den 5 augusti 1951. Han var även en lovande handbollsspelare, och vann bland annat handbolls-SM-guld med Redbergslids IK.
När han efter 17 säsonger slutade spela hade "Fölet" spelat 599 A-lagsmatcher för IFK Göteborg. På dessa matcher gjorde han 125 mål, men hans styrka låg i att ta sig runt motståndarbacken och servera välriktade inlägg till lagkamraterna, oftast "Bebben" Johansson eller Owe Ohlsson. Bengt "Fölet" Berndtsson omnämns ibland som en av IFK Göteborgs bästa spelare genom tiderna. Med IFK Göteborg var han med om att vinna fotbollsallsvenskan 1957/1958. Han spelade även 29 A-landskamper (6 mål), och deltog i VM 1958 där han spelade en match. Berndtsson är begravd på Västra kyrkogården i Göteborg.

## Galleri

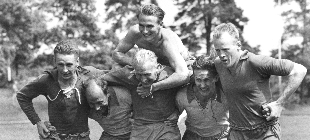
Från vänster: Reino Börjesson, Gunnar Gren, Kurt Hamrin (överst), Bengt "Fölet" Berndtsson, Henry "Putte" Källgren och Bror Mellberg 1958.
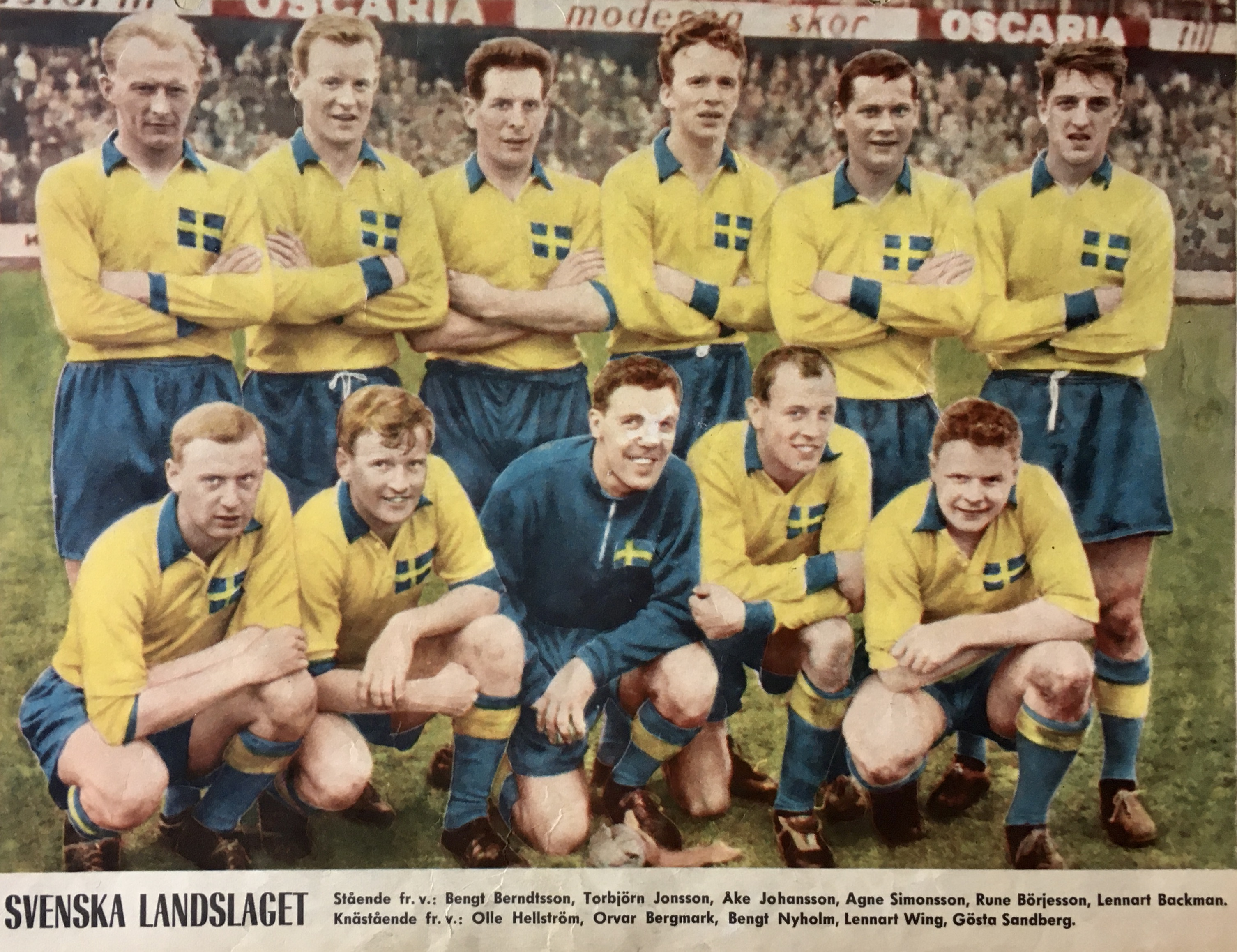
Det svenska herrlandslaget i fotboll, som den 28 maj 1961 segrade med 4-0 över Schweiz. Stående från vänster: Bengt "Fölet" Berndtsson, Torbjörn Jonsson, Åke "Bajdoff" Johansson, Agne Simonsson, Rune Börjesson, Lennart Backman. Knästående: Olle "Lill-Lappen" Hellström, Orvar Bergmark, Bengt "Zamora" Nyholm, Lennart Wing och Gösta "Knivsta" Sandberg.
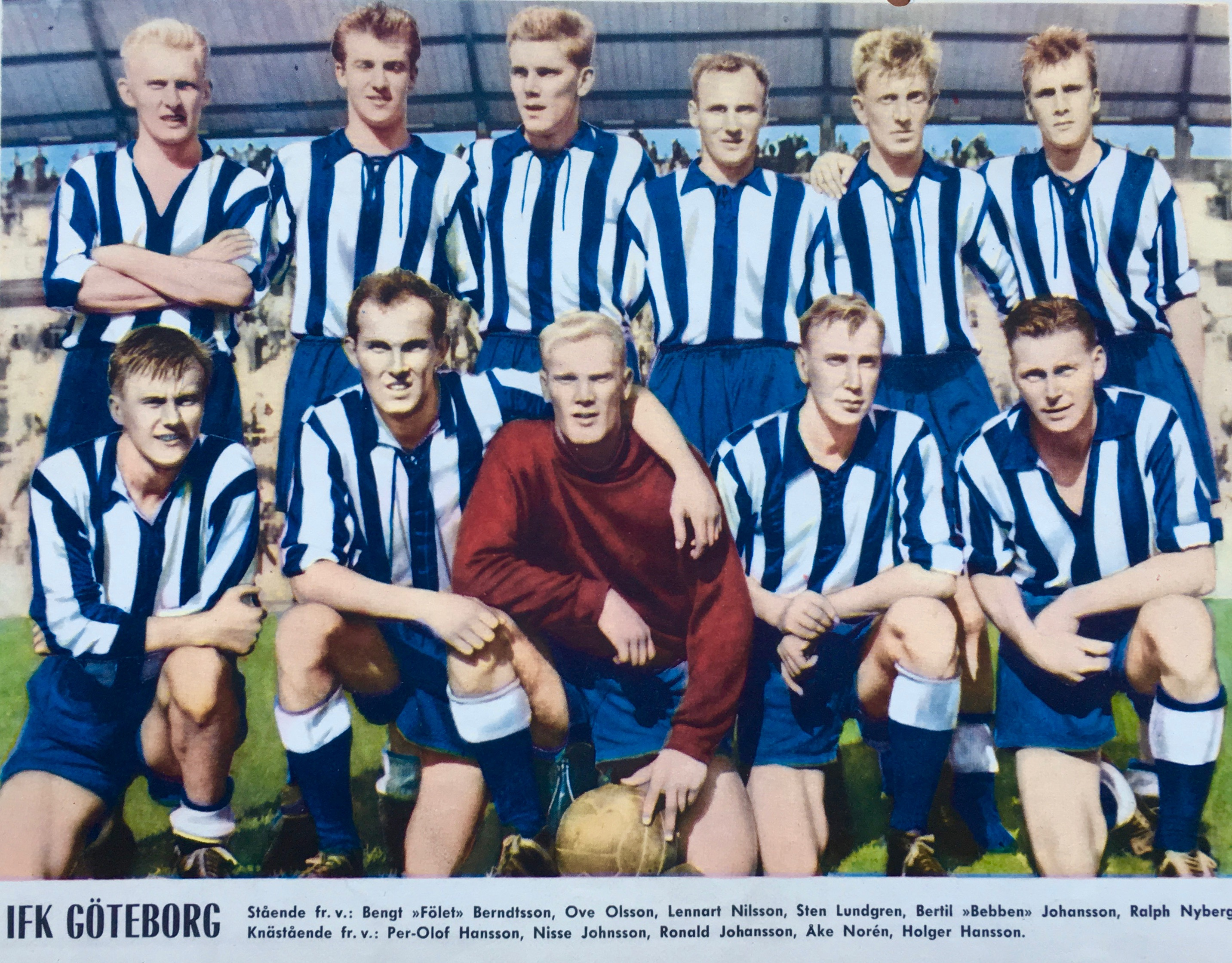
IFK:s vinnande lag i allsvenskan 1958.